# Eusthenia brachyptera
Eusthenia brachyptera är en bäcksländeart som först beskrevs av Tillyard 1924.  Eusthenia brachyptera ingår i släktet Eusthenia och familjen Eustheniidae. Inga underarter finns listade i Catalogue of Life.